# レッスルマニアX
レッスルマニアX（レッスルマニアテン、WrestleMania X）は、1994年3月20日にアメリカ合衆国のプロレス団体WWE（当時はWWF）が開催した年間最大の興行およびPPVの名称である。

## 概要
- デビューからレッスルマニア連勝記録を続けていたジ・アンダーテイカーであったが、今大会は負傷のため欠場となった。

- IC王座戦であるショーン・マイケルズ対レイザー・ラモンは今なお語り継がれる伝説的な名勝負となり、業界に変革を起こした試合と位置づけられている。この試合は、後にWWEから発売されたレッスルマニアXXのDVD特典に収録されている、WWEのスーパースター達が選ぶレッスルマニア名勝負トップ10において3位にランクインし、プロレスリング・イラストレーテッドやレスリング・オブザーバーの両紙においても1994年の年間最高試合に選出されている[1][2]。 また、この試合でショーン・マイケルズは業界内での評価を上げ、後の世界王座獲得のプッシュにも繋がったといわれている。

- メインイベントは前年に続いてヨコズナ対ブレット・ハートのWWF王座戦が組まれた。レッスルマニアメイン戦において同じカードがメインを2度飾るのは史上初、2年連続としては唯一の記録である。

- オープニングではリトル・リチャードが"美しきアメリカ"を独唱。

## 結果
- ダーク・マッチ -Dark match-

○ヘブンリー・ボディーズ (ジミー・デル・レイ&トム・プリチャード) vs ザ・ブッシュワッカーズ (ルーク・ウィリアムス&ブッチ・ミラー) ●
- ○オーエン・ハート vs ブレット・ハート●

- ○バンバン・ビガロ&ルナ・バション vs ドインク・ザ・クラウン&ディンク●

- ○ランディ・サベージ vs クラッシュ●

- WWF女子王座戦 -WWF Women's Championship-

○アランドラ・ブレイズ (c) vs レイラニ・カイ●
- WWFタッグ王座 -WWF Tag Team Championship-

●ケベッカーズ (ジャック&ピエール) (c) vs メン・オン・ナ・ミッション (メイブル&モー) ○
- WWF王座戦 -WWF Championship- スペシャル・レフェリー：ミスター・パーフェクト

○ヨコズナ(c) vs レックス・ルガー●
- ○アースクエイク vs アダム・ボム●

- ラダー・マッチ形式WWFインターコンチネンタル王座戦 -Ladder Match for the WWF Intercontinental Championship-

○レイザー・ラモン (c) vs ショーン・マイケルズ●
- WWF王座戦 -WWF Championship- スペシャル・レフェリー "ラウディ" ロディ・パイパー

●ヨコズナ (c) (w / ミスター・フジ&ジム・コルネット) vs ブレット "ヒットマン" ハート○